# Prîiut, Novoukraiinka
Prîiut (în ucraineană Приют) este localitatea de reședință a comunei Prîiut din raionul Novoukraiinka, regiunea Kirovohrad, Ucraina.

## Demografie
Componența lingvistică a localității Prîiut
     Ucraineană (94,89%)
     Română (2,04%)
     Rusă (1,46%)
Conform recensământului din 2001, majoritatea populației localității Prîiut era vorbitoare de ucraineană (94,89%), existând în minoritate și vorbitori de română (2,04%), armeană (1,61%) și rusă (1,46%).